# ヴェープル12モロト
ヴェープル12モロト（露: Вепрь-12 Молот、ラテン文字転写：Vepr-12 Molot）は、ロシアのモロト社が生産するセミオートマチック式散弾銃、およびそのシリーズ名である。

## 概要
モロト社は元々、世界的に有名なAKM自動小銃を軽機関銃として強化・改修したRPK軽機関銃の生産で有名なメーカーであるが、このRPKシリーズの機関部を流用した狩猟やスポーツ向けセミオート式ライフルを新たに開発し、ヴェープルシリーズとして販売している。
ヴェープル12モロトは、ヴェープルシリーズ内の口径12ゲージを扱える散弾銃モデルであり、シリーズの中でも特に外観から内部構造までAKシリーズに近い軍用自動小銃のスタイルを持ったタクティカル・ショットガンである。
ヴェープルシリーズと同様に、軍用銃をスポーツ銃器へ転用するコンセプトを持つ銃として、イズマッシュ社が生産しているRPKシリーズの原型となったAKMおよび現行機種AK-100シリーズの設計を流用した、民間販売向けセミオート式ライフルのサイガシリーズが先に生産され、広く知られている。
しかし、後発の強みを活かすことで、ヴェープルでは対抗機種のサイガには存在しない機構を盛り込み機能性や安全性を更に高め、差違を図った部分が幾つか見られる。

## 基本仕様
口径・使用弾薬は一般的な12ゲージであり、一般販売向け製品であるため、軽機関銃としての特徴である二脚やフルオートマチック機構は省略されている。
原型のRPKシリーズ自体がAKシリーズをベースとしていることもあり、内部機構に関してイズマッシュ社製サイガ12との差違は少ないが、サイガ12は長めのハンドガードを装着することに対し、ヴェープル12モロトでは現行型RPK-74に準じた小さめのプラスチック製ハンドガードを装備する。このため、サイガ12以上に本来のRPK/AKシリーズに近い外部デザインを保っている。
サイガ12と同じくボックスマガジン式の給弾機構を備え、モロト社で生産される専用8発マガジンで弾薬を装填する。サイガ12用マガジンを流用することも可能にしているが、逆にサイガ12側でヴェープル12モロト用マガジンを扱うことはできない構造となっている。
作動機構もRPK/AKシリーズと変わらず、長ガス・ピストン/回転ボルト閉鎖方式（ガスオペレーション・ロングストローク・ピストンヘッド/ロテイティングボルト・ロッキング）であるものの、本家イズマッシュ社製AKおよびサイガ12には存在しないボルト・ホールドオープン機構を持ち、従来のRPK/AKよりマガジン挿入口自体も大きくしたことでマガジン取り付けや交換のし易さ、安全性もサイガ12より高めている。ボルトにはクロムメッキ加工が施されており、元々から軍用として評価の高い作動機構と相まって、セミオート式の散弾銃でありながら劣悪な環境下に対して極めて強い耐久性を有している。
レシーバー上部およびハンドガードにはピカティニー・レールが加工されており、様々な周辺機器の装着が可能となっているが、後述のバージョン02では特に強い銃規制を敷く国の民間販売条件に適応させるべく、全てのピカティニー・レールが取り除かれている。
ショルダーストックも基本的にはRPK/AKと同様の折り畳み式ストックを装備するが、近年のモデルではM4カービン系の伸縮式ストックを装備した機種や、銃規制の厳しい国での民間販売向けとして固定ストックを装備させた機種もある。
従来のRPKの構造や部品を可能な限り流用しているため製造コストは抑えられており、サイガ12と同等の安い値段で販売されている。
なお、ヴェープルシリーズでは口径12ゲージのみならず、5.56mm NATO弾や7.62x39mm弾といったライフル口径で木製ライフルストックを装備したハンターモデル、より精密な射撃に適したパイオニアモデルなどがあるが、410ゲージや20ゲージの散弾銃口径モデルは存在しないなど、全体的なバリエーション数はサイガシリーズより少ない。

## バリエーション

### ヴェープル12モロト・スタンダード
430mmのバレルを装備する基礎モデル。バレルには脱着可能なフラッシュハイダー（消炎器）を装着している。全長1,057mm/725mm（ストック開/閉時）、重量3.9kg。
標準装備のピカティニー・レールで様々な照準器やオプションパーツの容易な取り付けが可能な上、シリーズ中では最も軽量かつ短い全長のため、特に軍・警察機関や競技向けのモデルである。

### ヴェープル12モロト・バージョン01
バレルを520mmに延長したモデル。基礎モデルとの大きな違いとして、脱着不能の固定式フラッシュハイダーを備えている点が挙げられる。全長1,147mm/815mm（ストック開/閉時）、重量4kg。

### ヴェープル12モロト・バージョン02
最も長い680mmのバレルを装備し、ピカティニー・レールやフラッシュハイダーを完全に省くことで強い銃規制を敷く国の民間販売条件に適応し易くしたモデル。全長1,307mm/975mm（ストック開/閉時）、重量4.2kg。
照準器はサイガ12などと同様、専用のサイトベースを機関部側面に取り付けた上で装着可能。

## 運用
- ロシア - ロシア連邦軍[1]
- フランス - フランス国家警察の特別介入部隊（RAID）が採用した。西ヨーロッパ圏において東ヨーロッパ（ソ連）圏の銃はあまり好まれず、採用される事は極めて稀なケースである。例外として現在のフランスでは製造国に深いこだわりを持たないことと、多弾数かつ殺傷・非殺傷といった弾薬の種類を分けて使いやすいボックスマガジンが評価され、採用に至ったとされている。